# Deacon Manu

a Compétitions nationales et continentales officielles uniquement.

b Matchs officiels uniquement.
Dernière mise à jour le 18 juin 2024.
Deacon Tehanakore Manu, né le 18 février 1979 à New Plymouth (Nouvelle-Zélande), est un joueur de rugby à XV international fidjien qui évolue au poste de pilier. Après avoir joué plusieurs années en Nouvelle-Zélande dans le National Provincial Championship et le Super 14, il joue avec les Llanelli Scarlets entre 2006 et 2014.

## Carrière

### En club
Il a disputé onze matchs de Super 12 en 2005 et huit matchs de Super 14 en 2006.
- ????-2006 : Waikato Rugby Union
- ????-2002 : Chiefs
- 2003 : Blues
- 2004-2006 : Chiefs
- 2006-2014 : Llanelli Scarlets

### En équipe nationale
Il a disputé quinze matchs avec les Māori de Nouvelle-Zélande, dont deux en 2005. N'étant pas sélectionné avec les All Black, il décide de porter les couleurs de la sélection des Fidji en 2009.